# Kalka
Kalka là một thành phố và là nơi đặt ủy ban đô thị (municipal committee) của quận Panchkula thuộc bang Haryana, Ấn Độ.

## Địa lý
Kalka có vị trí 30°50′B 76°56′Đ / 30,83°B 76,93°Đ Nó có độ cao trung bình là 625 mét (2050 feet).

## Nhân khẩu
Theo điều tra dân số năm 2001 của Ấn Độ, Kalka có dân số 30.887 người. Phái nam chiếm 54% tổng số dân và phái nữ chiếm 46%. Kalka có tỷ lệ 78% biết đọc biết viết, cao hơn tỷ lệ trung bình toàn quốc là 59,5%: tỷ lệ cho phái nam là 81%, và tỷ lệ cho phái nữ là 74%. Tại Kalka, 11% dân số nhỏ hơn 6 tuổi.